# آلساندرو وانوتی
آلساندرو وانوتی (ایتالیایی: Alessandro Vanotti؛ زادهٔ ۱۶ سپتامبر ۱۹۸۰) دوچرخه‌سوار اهل ایتالیا است.

## باشگاهی
از باشگاه‌هایی که در آن رکاب زده‌است می‌توان به تیم آستانه، ده ناردی، ده ناردی، تیم میلرام، و لیکویگاس اشاره کرد.